# Слободской район (Кировская область)
Слободской район — административно-территориальная единица в Кировской области России. В границах района образован одноимённый муниципальный район.
Административный центр — город Слободской (в состав района не входит).

## География
Площадь — 3790 км² (по другой оценке — 3770 км²). Район граничит на севере и северо-востоке с Нагорским, на востоке — с Белохолуницким, на юго-востоке с Зуевским, на юге — с Кирово-Чепецким районом Кировской области, на юго-западе — с городом Кировом, на западе — с Юрьянским районом и Республикой Коми.
Основные реки — Вятка, Летка, Лекма.

## История
Слободской район образован постановлением ВЦИК РСФСР от 10 июня 1929 года в составе Вятского округа Нижегородского края. В его состав вошли территории Слободской, части Георгиевской и Ярославской волостей Слободского уезда, Загарской волости Вятского уезда и Слудской волости Халтуринского уезда Вятской губернии. С 1934 года район в составе Кировского края. В 1935 году разукрупнён в связи с созданием Шестаковского района. С 1936 года район — в составе Кировской области.
11 февраля 1944 года город Слободской получил статус города областного подчинения и был выведен из состава района, оставаясь при этом его центром.
В 1955 году район был укрупнён за счёт части территории упразднённого Шестаковского района. Ликвидирован в 1963 году с передачей территории в состав Белохолуницкого района, восстановлен из части территории Белохолуницкого района в 1965 году.
С 1 января 2006 года согласно Закону Кировской области от 07.12.2004 № 284-ЗО на территории района образовано 15 муниципальных образований: 1 городское и 14 сельских поселений.
Законом Кировской области от 30 апреля 2009 года № 369-ЗО Лекомское и Шестаковское сельские поселения объединены в Шестаковское сельское поселение.
Законом Кировской области от 28 апреля 2012 года № 141-ЗО Сухоборское и Озерницкое сельские поселения объединены в Озерницкое сельское поселение.

## Население
| 1939    | 1959    | 1970    | 1979    | 1989    | 2002    | 2009    | 2010    | 2011    |
| ------- | ------- | ------- | ------- | ------- | ------- | ------- | ------- | ------- |
| 78 600  | ↘50 034 | ↘44 959 | ↘40 044 | ↘38 451 | ↘33 655 | ↘31 909 | ↘30 174 | ↘30 102 |
| 2012    | 2013    | 2014    | 2015    | 2016    | 2017    | 2018    | 2019    | 2020    |
| ↗30 371 | ↗30 443 | ↗30 630 | ↘30 628 | ↗30 693 | ↗30 730 | ↘30 629 | ↘30 274 | ↘30 066 |
| 2021    |         |         |         |         |         |         |         |         |
| ↗31 891 |         |         |         |         |         |         |         |         |

### Урбанизация
В городских условиях (пгт Вахруши) проживают  28,3 % населения района.

## Муниципальное устройство
С 2012 года в Слободской район входят 233 населённых пункта в составе одного городского и 12 сельских поселений:
| №  | Городское и сельские поселения    | Административный центр | Количество населённых пунктов | Население | Площадь, км2 |
| -- | --------------------------------- | ---------------------- | ----------------------------- | --------- | ------------ |
| 1  | Вахрушевское городское поселение  | пгт Вахруши            | 2                             | ↘9072     | 5,92         |
| 2  | Бобинское сельское поселение      | село Бобино            | 27                            | ↗2391     | 191,00       |
| 3  | Денисовское сельское поселение    | деревня Денисовы       | 21                            | ↗1665     | 432,00       |
| 4  | Закаринское сельское поселение    | село Закаринье         | 13                            | ↗514      | 392,00       |
| 5  | Ильинское сельское поселение      | село Ильинское         | 13                            | ↗1999     | 329,50       |
| 6  | Каринское сельское поселение      | село Карино            | 11                            | ↘528      | 243,90       |
| 7  | Ленинское сельское поселение      | деревня Рубежница      | 26                            | ↘1061     | 308,50       |
| 8  | Озерницкое сельское поселение     | посёлок Центральный    | 19                            | ↘917      | 634,74       |
| 9  | Октябрьское сельское поселение    | посёлок Октябрьский    | 1                             | ↘1042     | 156,90       |
| 10 | Светозаревское сельское поселение | деревня Светозарево    | 17                            | ↘410      | 129,80       |
| 11 | Стуловское сельское поселение     | деревня Стулово        | 11                            | ↗4916     | 38,40        |
| 12 | Шестаковское сельское поселение   | село Шестаково         | 41                            | ↗1589     | 752,10       |
| 13 | Шиховское сельское поселение      | деревня Шихово         | 31                            | ↗5787     | 96,80        |

| №   | Населённый пункт       | Тип     | Население | Муниципальное образование         |
| --- | ---------------------- | ------- | --------- | --------------------------------- |
| 1   | Абдалы                 | деревня | 4         | Ленинское сельское поселение      |
| 2   | Абросимовцы            | деревня | 1         | Шестаковское сельское поселение   |
| 3   | Агеево                 | деревня | 0         | Озерницкое сельское поселение     |
| 4   | Алексеево              | деревня | 1         | Светозаревское сельское поселение |
| 5   | Амур                   | деревня | 0         | Светозаревское сельское поселение |
| 6   | Бабичи                 | деревня | 10        | Шиховское сельское поселение      |
| 7   | Бажгалы                | деревня | 10        | Ильинское сельское поселение      |
| 8   | Бажинцы                | деревня | 78        | Ленинское сельское поселение      |
| 9   | Бакули                 | деревня | 126       | Стуловское сельское поселение     |
| 10  | Балабаны               | деревня | 3         | Шиховское сельское поселение      |
| 11  | Барамзы                | деревня | 11        | Шиховское сельское поселение      |
| 12  | Баталово               | деревня | 0         | Закаринское сельское поселение    |
| 13  | Баташи                 | деревня | 54        | Ленинское сельское поселение      |
| 14  | Бахиево                | деревня | 0         | Закаринское сельское поселение    |
| 15  | Башарово               | деревня | 0         | Денисовское сельское поселение    |
| 16  | Белая Гора             | деревня | 50        | Шестаковское сельское поселение   |
| 17  | Белохолуницкий разъезд | посёлок | 8         | Ильинское сельское поселение      |
| 18  | Беляевская             | деревня | 17        | Денисовское сельское поселение    |
| 19  | Бережане               | деревня | 0         | Шестаковское сельское поселение   |
| 20  | Березник               | деревня | 0         | Озерницкое сельское поселение     |
| 21  | Бобино                 | село    | 954       | Бобинское сельское поселение      |
| 22  | Богомазы               | деревня | 0         | Бобинское сельское поселение      |
| 23  | Большие Логуновы       | деревня | 139       | Ленинское сельское поселение      |
| 24  | Большие Раскопины      | деревня | 10        | Бобинское сельское поселение      |
| 25  | Большие Серовы         | деревня | 0         | Бобинское сельское поселение      |
| 26  | Большие Сколотни       | деревня | 11        | Ленинское сельское поселение      |
| 27  | Большое Бузаново       | деревня | 0         | Денисовское сельское поселение    |
| 28  | Большое Мышкино        | деревня | 2         | Бобинское сельское поселение      |
| 29  | Бор                    | починок | 0         | Ильинское сельское поселение      |
| 30  | Боровица               | посёлок | 154       | Ленинское сельское поселение      |
| 31  | Боровые                | деревня | 5         | Шиховское сельское поселение      |
| 32  | Боронское              | деревня | 9         | Ильинское сельское поселение      |
| 33  | Бочелягино             | деревня | 0         | Шестаковское сельское поселение   |
| 34  | Будино                 | деревня | 0         | Светозаревское сельское поселение |
| 35  | Бурино                 | деревня | 25        | Светозаревское сельское поселение |
| 36  | Бушуевы                | деревня | 1         | Бобинское сельское поселение      |
| 37  | Вага                   | деревня | 2         | Озерницкое сельское поселение     |
| 38  | Вареницы               | деревня | 2         | Каринское сельское поселение      |
| 39  | Вахруши                | пгт     | ↘9024     | Вахрушевское городское поселение  |
| 40  | Вахруши                | деревня | 194       | Ленинское сельское поселение      |
| 41  | Верстаковщина          | деревня | 0         | Шестаковское сельское поселение   |
| 42  | Верхнее Мочагино       | деревня | 18        | Светозаревское сельское поселение |
| 43  | Верхние Булдаки        | деревня | 6         | Шиховское сельское поселение      |
| 44  | Верхние Кропачи        | деревня | 140       | Денисовское сельское поселение    |
| 45  | Вершининцы             | деревня | 4         | Ленинское сельское поселение      |
| 46  | Волково                | село    | 266       | Ленинское сельское поселение      |
| 47  | Воробьи                | деревня | 16        | Бобинское сельское поселение      |
| 48  | Воробьи                | деревня | 115       | Стуловское сельское поселение     |
| 49  | Воронье                | деревня | 0         | Закаринское сельское поселение    |
| 50  | Вотское                | деревня | 9         | Бобинское сельское поселение      |
| 51  | Выдринцы               | деревня | 0         | Ленинское сельское поселение      |
| 52  | Головизнины            | деревня | 8         | Шиховское сельское поселение      |
| 53  | Горская Речка          | деревня | 61        | Ленинское сельское поселение      |
| 54  | Дворец                 | деревня | 16        | Озерницкое сельское поселение     |
| 55  | Деветьярово            | деревня | 0         | Бобинское сельское поселение      |
| 56  | Деветьярово            | деревня | 0         | Каринское сельское поселение      |
| 57  | Денисовы               | деревня | 598       | Денисовское сельское поселение    |
| 58  | Деньгины               | деревня | 0         | Стуловское сельское поселение     |
| 59  | Долматовы              | деревня | 0         | Денисовское сельское поселение    |
| 60  | Евстрашинцы            | деревня | 0         | Озерницкое сельское поселение     |
| 61  | Ерусалимы              | деревня | 8         | Денисовское сельское поселение    |
| 62  | Ефимовы                | деревня | 0         | Денисовское сельское поселение    |
| 63  | Забегаево              | деревня | 0         | Денисовское сельское поселение    |
| 64  | Заборье                | деревня | 165       | Бобинское сельское поселение      |
| 65  | Закаринье              | село    | 306       | Закаринское сельское поселение    |
| 66  | Залесье                | деревня | 94        | Шестаковское сельское поселение   |
| 67  | Замедянцы              | деревня | 0         | Бобинское сельское поселение      |
| 68  | Запиваловы             | деревня | 0         | Шиховское сельское поселение      |
| 69  | Зониха                 | деревня | 847       | Шиховское сельское поселение      |
| 70  | Зотовы                 | деревня | 122       | Стуловское сельское поселение     |
| 71  | Зяблицы                | деревня | 4         | Стуловское сельское поселение     |
| 72  | Зямино                 | деревня | 0         | Светозаревское сельское поселение |
| 73  | Ившины                 | деревня | 58        | Бобинское сельское поселение      |
| 74  | Игумново               | село    | 0         | Каринское сельское поселение      |
| 75  | Ильинское              | село    | 1168      | Ильинское сельское поселение      |
| 76  | Илюшинцы               | деревня | 0         | Шестаковское сельское поселение   |
| 77  | Казань                 | село    | 11        | Озерницкое сельское поселение     |
| 78  | Калининская            | деревня | 1         | Шестаковское сельское поселение   |
| 79  | Калининцы              | деревня | 0         | Ленинское сельское поселение      |
| 80  | Кардаши                | деревня | 0         | Закаринское сельское поселение    |
| 81  | Карино                 | село    | 690       | Каринское сельское поселение      |
| 82  | Карповы                | деревня | 29        | Денисовское сельское поселение    |
| 83  | Касаткин Перевоз       | деревня | 0         | Каринское сельское поселение      |
| 84  | Кассины                | деревня | 9         | Бобинское сельское поселение      |
| 85  | Качушинцы              | деревня | 3         | Закаринское сельское поселение    |
| 86  | Кисели                 | деревня | 4         | Бобинское сельское поселение      |
| 87  | Клюкино                | деревня | 4         | Шестаковское сельское поселение   |
| 88  | Ключи                  | деревня | 1         | Денисовское сельское поселение    |
| 89  | Князевы                | деревня | 1         | Шестаковское сельское поселение   |
| 90  | Кобляки                | деревня | 0         | Светозаревское сельское поселение |
| 91  | Коковино               | деревня | 1         | Шестаковское сельское поселение   |
| 92  | Колодкины              | деревня | 10        | Шестаковское сельское поселение   |
| 93  | Коневы                 | деревня | 0         | Стуловское сельское поселение     |
| 94  | Конец                  | деревня | 0         | Озерницкое сельское поселение     |
| 95  | Конец                  | деревня | 11        | Шиховское сельское поселение      |
| 96  | Копысы                 | деревня | 0         | Шестаковское сельское поселение   |
| 97  | Корюгино               | деревня | 42        | Бобинское сельское поселение      |
| 98  | Косолаповы             | деревня | 2         | Бобинское сельское поселение      |
| 99  | Красногорье            | деревня | 35        | Светозаревское сельское поселение |
| 100 | Круглово               | село    | 5         | Светозаревское сельское поселение |
| 101 | Кузнецы                | деревня | 7         | Шиховское сельское поселение      |
| 102 | Кулига                 | деревня | 9         | Шестаковское сельское поселение   |
| 103 | Курешники              | деревня | 1         | Ленинское сельское поселение      |
| 104 | Кусакины               | деревня | 2         | Бобинское сельское поселение      |
| 105 | Лапихинцы              | деревня | 0         | Закаринское сельское поселение    |
| 106 | Лекма                  | село    | 341       | Шестаковское сельское поселение   |
| 107 | Летский рейд           | посёлок | 185       | Шестаковское сельское поселение   |
| 108 | Лопари                 | деревня | 19        | Шестаковское сельское поселение   |
| 109 | Лопаткины              | деревня | 2         | Денисовское сельское поселение    |
| 110 | Лубни                  | деревня | 38        | Шиховское сельское поселение      |
| 111 | Луза                   | деревня | 76        | Ленинское сельское поселение      |
| 112 | Лутошкино              | деревня | 0         | Шестаковское сельское поселение   |
| 113 | Ляпуни                 | деревня | 0         | Ленинское сельское поселение      |
| 114 | Маклаки                | деревня | 0         | Закаринское сельское поселение    |
| 115 | Маленики               | деревня | 0         | Ленинское сельское поселение      |
| 116 | Малые Касьяны          | деревня | 2         | Ильинское сельское поселение      |
| 117 | Малые Логуновы         | деревня | 0         | Ленинское сельское поселение      |
| 118 | Малые Раскопины        | деревня | 4         | Бобинское сельское поселение      |
| 119 | Малые Серовы           | деревня | 17        | Бобинское сельское поселение      |
| 120 | Малые Сколотни         | деревня | 19        | Ленинское сельское поселение      |
| 121 | Машкачи                | деревня | 34        | Шиховское сельское поселение      |
| 122 | Мезриха                | деревня | 11        | Ленинское сельское поселение      |
| 123 | Митино                 | деревня | 214       | Бобинское сельское поселение      |
| 124 | Митинцы                | деревня | 7         | Шестаковское сельское поселение   |
| 125 | Митюково               | деревня | 0         | Каринское сельское поселение      |
| 126 | Мишкины                | деревня | 1         | Шестаковское сельское поселение   |
| 127 | Мокины                 | деревня | 6         | Ленинское сельское поселение      |
| 128 | Моргуновы              | деревня | 3         | Шиховское сельское поселение      |
| 129 | Мяконьки               | деревня | 23        | Шестаковское сельское поселение   |
| 130 | Навалихины             | деревня | 4         | Шиховское сельское поселение      |
| 131 | Нагорена               | деревня | 18        | Шиховское сельское поселение      |
| 132 | Нижнее Мочагино        | деревня | 63        | Светозаревское сельское поселение |
| 133 | Нижние Булдаки         | деревня | 33        | Шиховское сельское поселение      |
| 134 | Нижние Кропачи         | деревня | 640       | Стуловское сельское поселение     |
| 135 | Низовцы                | деревня | 0         | Каринское сельское поселение      |
| 136 | Никульчино             | село    | 23        | Шиховское сельское поселение      |
| 137 | Новые Минчаки          | деревня | 1         | Денисовское сельское поселение    |
| 138 | Овсянники              | деревня | 10        | Бобинское сельское поселение      |
| 139 | Огорельцевы            | деревня | 0         | Денисовское сельское поселение    |
| 140 | Одинцы                 | деревня | 0         | Каринское сельское поселение      |
| 141 | Озерница               | посёлок | 3         | Озерницкое сельское поселение     |
| 142 | Октябрьский            | посёлок | ↘1042     | Октябрьское сельское поселение    |
| 143 | Омсино                 | деревня | 20        | Светозаревское сельское поселение |
| 144 | Осарт                  | посёлок | 13        | Озерницкое сельское поселение     |
| 145 | Осиновка               | деревня | 1         | Озерницкое сельское поселение     |
| 146 | Осинцы                 | деревня | 155       | Ленинское сельское поселение      |
| 147 | Пантелеевы             | деревня | 72        | Шиховское сельское поселение      |
| 148 | Паскино                | деревня | 15        | Светозаревское сельское поселение |
| 149 | Перекоп                | деревня | 63        | Озерницкое сельское поселение     |
| 150 | Пески                  | деревня | 39        | Светозаревское сельское поселение |
| 151 | Петрино                | посёлок | 3         | Ильинское сельское поселение      |
| 152 | Петровцы               | деревня | 9         | Шестаковское сельское поселение   |
| 153 | Петровы                | деревня | 0         | Денисовское сельское поселение    |
| 154 | Пискуны                | деревня | 0         | Шестаковское сельское поселение   |
| 155 | Подберезы              | деревня | 12        | Шиховское сельское поселение      |
| 156 | Подгорена              | деревня | 89        | Бобинское сельское поселение      |
| 157 | Подгорное              | деревня | 4         | Светозаревское сельское поселение |
| 158 | Подлевские             | деревня | 200       | Шиховское сельское поселение      |
| 159 | Подсобное хозяйство    | деревня | ↗48       | Вахрушевское городское поселение  |
| 160 | Понизовье              | деревня | 10        | Ильинское сельское поселение      |
| 161 | Попляхи                | деревня | 0         | Шестаковское сельское поселение   |
| 162 | Пронинцы               | деревня | 6         | Шестаковское сельское поселение   |
| 163 | Прудовица              | деревня | 0         | Озерницкое сельское поселение     |
| 164 | Пушкари                | деревня | 13        | Шестаковское сельское поселение   |
| 165 | Пыреги                 | деревня | 2         | Шестаковское сельское поселение   |
| 166 | Разъезд                | посёлок | 66        | Озерницкое сельское поселение     |
| 167 | Роговое                | село    | 283       | Закаринское сельское поселение    |
| 168 | Родионово              | деревня | 42        | Стуловское сельское поселение     |
| 169 | Рожки                  | деревня | 3         | Шиховское сельское поселение      |
| 170 | Рубежница              | деревня | 42        | Ленинское сельское поселение      |
| 171 | Рыбопитомник           | посёлок | 30        | Ильинское сельское поселение      |
| 172 | Рычажное               | посёлок | 36        | Озерницкое сельское поселение     |
| 173 | Рябины                 | деревня | 0         | Шестаковское сельское поселение   |
| 174 | Савинцы                | деревня | 0         | Шестаковское сельское поселение   |
| 175 | Салтыки                | деревня | 488       | Ильинское сельское поселение      |
| 176 | Самсины                | деревня | 4         | Бобинское сельское поселение      |
| 177 | Сапожнята              | деревня | 107       | Бобинское сельское поселение      |
| 178 | Светозарево            | деревня | 354       | Светозаревское сельское поселение |
| 179 | Селиверстовцы          | деревня | 0         | Шестаковское сельское поселение   |
| 180 | Семаки                 | деревня | 72        | Шиховское сельское поселение      |
| 181 | Семенихины             | деревня | 13        | Шиховское сельское поселение      |
| 182 | Семеновы               | деревня | 5         | Бобинское сельское поселение      |
| 183 | Сидоры                 | деревня | 0         | Шестаковское сельское поселение   |
| 184 | Сизево                 | деревня | 16        | Каринское сельское поселение      |
| 185 | Силяновы               | деревня | 4         | Шиховское сельское поселение      |
| 186 | Ситники                | деревня | 167       | Стуловское сельское поселение     |
| 187 | Скоковы                | деревня | 35        | Денисовское сельское поселение    |
| 188 | Слободка               | деревня | 7         | Денисовское сельское поселение    |
| 189 | Слободка               | деревня | 117       | Ильинское сельское поселение      |
| 190 | Совье                  | село    | 470       | Денисовское сельское поселение    |
| 191 | Солдаткинцы            | деревня | 4         | Шестаковское сельское поселение   |
| 192 | Сорвино                | деревня | 3         | Денисовское сельское поселение    |
| 193 | Спасское               | деревня | 23        | Закаринское сельское поселение    |
| 194 | Стеклофилины           | деревня | 253       | Денисовское сельское поселение    |
| 195 | Степкины               | деревня | 2         | Денисовское сельское поселение    |
| 196 | Столбово               | деревня | 82        | Шиховское сельское поселение      |
| 197 | Стрелковы              | деревня | 0         | Бобинское сельское поселение      |
| 198 | Стулово                | деревня | ↘3441     | Стуловское сельское поселение     |
| 199 | Суворовы               | деревня | 38        | Шиховское сельское поселение      |
| 200 | Суднишниковы           | деревня | 2         | Шиховское сельское поселение      |
| 201 | Сунцовы                | деревня | 0         | Ленинское сельское поселение      |
| 202 | Сунцовы                | деревня | 165       | Шиховское сельское поселение      |
| 203 | Сухоборка              | посёлок | 357       | Озерницкое сельское поселение     |
| 204 | Татауровцы             | деревня | 0         | Шестаковское сельское поселение   |
| 205 | Тиминцы                | деревня | 4         | Озерницкое сельское поселение     |
| 206 | Титихинцы              | деревня | 1         | Шестаковское сельское поселение   |
| 207 | Той-Дой                | деревня | 0         | Светозаревское сельское поселение |
| 208 | Тороповщина            | деревня | 22        | Шестаковское сельское поселение   |
| 209 | Трушковы               | деревня | 67        | Шиховское сельское поселение      |
| 210 | Турбаза                | посёлок | 0         | Ильинское сельское поселение      |
| 211 | Ужоговица              | деревня | 0         | Светозаревское сельское поселение |
| 212 | Усолье                 | деревня | 0         | Озерницкое сельское поселение     |
| 213 | Фаришонки              | деревня | 122       | Шестаковское сельское поселение   |
| 214 | Харинцы                | деревня | 0         | Ленинское сельское поселение      |
| 215 | Хлюпинцы               | деревня | 2         | Каринское сельское поселение      |
| 216 | Холуново               | село    | 75        | Озерницкое сельское поселение     |
| 217 | Центральный            | посёлок | 755       | Озерницкое сельское поселение     |
| 218 | Чёрная Гора            | деревня | 23        | Шестаковское сельское поселение   |
| 219 | Чернопенье             | деревня | 0         | Шестаковское сельское поселение   |
| 220 | Чижи                   | деревня | 4         | Шестаковское сельское поселение   |
| 221 | Чирки                  | деревня | 12        | Ленинское сельское поселение      |
| 222 | Чирки                  | деревня | 7         | Шестаковское сельское поселение   |
| 223 | Чирковский завод       | посёлок | 45        | Ленинское сельское поселение      |
| 224 | Шабалинское            | деревня | 4         | Закаринское сельское поселение    |
| 225 | Шамарданово            | деревня | 0         | Каринское сельское поселение      |
| 226 | Шестаково              | село    | ↘924      | Шестаковское сельское поселение   |
| 227 | Широво                 | деревня | 0         | Закаринское сельское поселение    |
| 228 | Шихово                 | деревня | 750       | Шиховское сельское поселение      |
| 229 | Шмагины                | деревня | 6         | Шиховское сельское поселение      |
| 230 | Шунки                  | деревня | 19        | Бобинское сельское поселение      |
| 231 | Щуково                 | деревня | 279       | Стуловское сельское поселение     |
| 232 | Яговкино               | деревня | 134       | Ильинское сельское поселение      |
| 233 | Ярославль              | деревня | 43        | Закаринское сельское поселение    |

## Председатели райисполкома
С 1929 по 1991 годы в райисполкоме председательствовали:
| Ф. И. О.                           | Время замещения должности    |
| ---------------------------------- | ---------------------------- |
| Бердинских Зот Иванович            | июль – декабрь 1929          |
| Аксенов Захар Прокопьевич          | декабрь 1929 – октябрь 1930  |
| Скопин Николай Иванович            | октябрь 1930 – декабрь 1932  |
| Антонов Иван Яковлевич             | январь 1933 – декабрь 1934   |
| Верхорубов Иван Сергеевич          | январь – октябрь 1935        |
| Прокофьев Михаил Тимофеевич        | ноябрь 1935 – июль 1937      |
| Клюшин Василий Трифонович          | сентябрь 1937 – август 1943  |
| Вознесенский Вениамин Агафодорович | октябрь 1943 – февраль 1944  |
| Арасланов Фатых Мухамедшин         | февраль 1944 – апрель 1951   |
| Щербаков Александр Владимирович    | август 1951 – март 1955      |
| Перминов Александр Анисимович      | март – июнь 1955             |
| Лобачев Леонид Иванович            | июль 1955 – апрель 1956      |
| Уланов Борис Петрович              | апрель 1956 – октябрь 1957   |
| Лобачев Леонид Иванович            | декабрь 1957 – ноябрь 1959   |
| Забарный Николай Иванович          | ноябрь 1959 – декабрь 1962   |
| Молодцов Михаил Кириллович         | апрель 1965 – август 1966    |
| Глухих Сергей Андреевич            | сентябрь 1966 – октябрь 1969 |
| Житлухин Михаил Федорович          | октябрь 1969 – апрель 1975   |
| Павленко Михаил Васильевич         | апрель 1975 – сентябрь 1977  |
| Неганов Анатолий Степанович        | август 1977 – март 1990      |
| Швецов Николай Васильевич          | март 1990 – август 1991      |

## Экономика
В пос. Вахруши на территории бывшего кожевенно-обувного комбината "Вахруши" работают обувные предприятия ООО "Вахруши-Юфть" и ООО "Вахруши-Литобувь", являющиеся основными промышленными предприятиями посёлка.

## Транспорт

### Автомобильный транспорт
По территории района проходит автодорога Р-243 Кострома — Киров — Пермь.
Основным пассажирским транспортом в районе является автомобильный. В районе имеется разветвлённая сеть автобусных маршрутом, связывающих населённые пункты района с такими городами как Слободской, Киров, Белая Холуница, Омутнинск.
Регулярные пассажирские перевозки внутри Слободского района и за его пределами осуществляются автобусами МУП "СПП" (Слободской). По состоянию на начало 2024 г. в районе действуют следующие автобусные маршруты: 
- № 100 Слободской — Вахруши;
- № 101 Слободской — Слободка;
- № 102 Слободской — Киров;
- № 103 Слободской — Волково;
- № 104 Слободской — Карино;
- № 105 Слободской — Лекма;
- № 106 Слободской — Октябрьский;
- № 107 Слободской — Стеклозавод;
- № 108 Слободской — Сухоборка;
- № 109 Слободской — Светозарево — Карино;
- № 110 Слободской — Роговое;
- № 111 Слободской — Шестаково;
- № 112 Слободской — Закаринье;
- № 113 Слободской — Совье;
- № 114 Слободской — Верхнее Мочагино;
- № 115 Слободской — Роговое — Закаринье;
- № 118 Слободской — Волково — Бобино;
- № 119 Слободской — Бобино;
- № 120 Слободской — Центральный;
- № 124 Слободской — Белая Холуница.

Также по территории района проходят маршруты кировских автоперевозчиков, связывающих Киров с населёнными пунктами Слободского района:
- № 106 Киров — Бобино;
- № 117 Киров — Сидоровка;
- № 121 Киров — Боровица — Баташи;
- № 168 Киров — Митино.

По автодороге Р243 через Слободской и населённые пункты Слободского района проходят междугородние транзитные автобусные маршруты:
- № 216 Киров — Белая Холуница;
- № 237 Киров — Афанасьево;
- № 238 Киров — Кирс;
- № 247 Киров — Рудничный;
- № 252 Киров — Омутнинск — Восточный;
- № 264 Киров — Нагорск;
- № 280 Киров — Омутнинск.

### Железнодорожный транспорт
По территории Слободского района пролегает однопутная неэлектрифицированная железнодорожная линия Гирсово — Слободское Горьковской железной дороги, используемая для грузовых перевозок. В посёлке Вахруши находится железнодорожная станция Вахрушево (станции Белка-Слободская и Слободское находятся в городе Слободском, который в состав района не входит). Пассажирское движение на линии отсутствует.

### Водный транспорт
По району протекают две формально судоходные реки — Чепца (в южной части Каринского сельского поселения) и Вятка, которые возможно использовать для перевозки грузов и пассажиров речными судами. Фактически не осуществляется ни пассажирского, ни грузового коммерческого судоходства.

## Известные уроженцы
- Анфилатов Ксенофонт Алексеевич (1761—1820) — российский купец, основатель первого в России Слободского общественного банка, организатор первой российской торговой экспедиции в Северо-американские соединённые штаты.
- Бакулев Александр Николаевич (1890—1967) — советский учёный-хирург, один из основоположников сердечно-сосудистой хирургии в СССР, академик АН СССР, академик и президент АМН СССР.
- Бельтюков Виктор Петрович (1924—1990) — советский военачальник, участник Великой Отечественной войны, генерал—майор.
- Грин Александр Степанович (1880—1932) — русский и советский писатель.
- Овечкин, Алексей Дмитриевич (1915—2000) — советский хозяйственный деятель, Герой Социалистического Труда.

## Достопримечательности
- Куранты XIX-го века на колокольне.
- В музее находятся часы карманные, исполненные полностью из дерева (даже пружина).
- Портрет Л. Н. Толстого, написанный строками из «Анны Карениной».